# Kåre Bluitgen
Kåre Bluitgen (født 10. maj 1959 i Bistrup) er en dansk forfatter, folkeskolelærer og journalist. Han var medlem af VS i 1970'erne og har været medlem af Internationalt Forum siden 1974. Han har skrevet romaner, fagbøger, skuespil, filmmanuskripter, noveller, essays, debatbøger, biografier, gendigtninger, billedbøger og letlæsningsbøger. Bluitgens bøger foregår ofte i Latinamerika som Gabriel García Márquez'. Bluitgen har skrevet i mange genrer - blandt andet fantasy, magisk realisme og historiske romaner.
Bluitgen stod på domkirkepladsen i San Salvador i 1980, da en dødspatrulje skød ærkebiskoppen. Siden har han oplevet militærkuppet i Polen, skyttegravskrigen mellem Eritrea og Etiopien samt borgerkrigen i Liberia.

## Karriere
Bluitgen er socialist, hvilket kan aflæses i hans bøger og har bragt ham ud i mange samfundsdebatter. Hans engagement og rejser i Den Tredje Verden afspejles i en række romaner omhandlende diktaturer, racisme og menneskerettigheder. Her kan nævnes værker som: Bomuldens Dronning (Sydafrika, 1988), Vi har iført os ligklæder (Palæstina, 1989), Erobrerne (Mexico, 1995), Drømmen om Burma (Burma, 2005) og Latteren i hjertet (Afghanistan, 2009).
Mest omfattende er den skønlitterære danmarkshistorie "Odins hvisken" i fire bind, som han modtog Statens Kunstfonds præmiering for.
Religiøse temaer var baggrund for værker som Kvinderne ved Den Gale Flod (hinduisme, 2007) og Koranen og profeten Muhammeds liv (islam, 2006). Den var indirekte grund til Muhammedsagen, som blev den største udenrigspolitiske krise, der ramte Danmark i 2005 og 2006.
Undervisningsbogen Nye danskere fra 1998 og debatbogen Til gavn for de sorte fra 2002 medførte intense politiske diskussioner.

Bluitgen gjorde sig bemærket i 2002 med sin holdning om, at ingen religion kan undsige sig kritik og sin stærkt ironiske opfordring til venstrefløjen om i sin kunst og politiske praksis at kritisere alle religioner lige så provokerende som kristendommen:
| Citat                                                              | Venstrefløjen skal gå i offensiven. Gå i optog ned ad Nørrebrogade i København klædt i burkha, chador, tørklæder og lange frakker slæbende på en vognpark af klap- og barnevogne for til sidst at kaste det hele i en container på Blågårds Plads og stænke Koranen med menstruationsblod | Citat |
| fra bogen: Til gavn for de sorte, 2002; s. 70. ISBN 87-583-1328-1. | |       |

Alvoren kommer dog frem i bogens konklusion:
| Citat                                                               | Om så halvdelen af Danmarks befolkning udgjordes af kulturelle muslimer, ville det ikke i sig selv være noget problem. | Citat |
| fra bogen: Til gavn for de sorte, 2002; s. 172. ISBN 87-583-1328-1. | |       |

Det var Bluitgens vanskeligheder med at finde en illustrator til bogen Koranen og profeten Muhammeds liv, der førte til avisen Jyllands-Postens publicering af de 12 Muhammed-tegninger. Bluitgen fandt til sidst en illustrator, som dog ville være anonym. Bogen, hvis omslag prydes af et respektfuldt billede af Muhammed, blev udgivet den 26. januar 2006 og er siden delvist gengivet i adskillige undervisningsbøger, der vil lære både muslimske og ikke-muslimske skolebørn om islam.
Bluitgen har i 2009 udgivet Koranen kommenteret (ISBN 978-87-991704-4-9), der er den første danske oversættelse af Koranen, hvor bidrag fra islams mest berømte korankommentatorer er knyttet til de enkelte vers (ISBN 978-87-11-43454-3), hvor de mest berømte muslimske lærdes fortolkninger af Koranen er indskrevet, så Koranen fremstår som en fortløbende prosafortælling. Den er verdenshistoriens første gendigtning af Koranen.
Bluitgens værker er oversat til engelsk, tysk, svensk, hollandsk, koreansk, farsi, tyrkisk, urdu og arabisk.

## Priser
Bluitgen har modtaget en række priser, herunder Kulturministeriets Børnebogspris i 2000, Statens Kunstfonds og Statens Kunstråds legater og Dansk PEN's P.A. Heiberg Pris. De er tildelt for "konsekvent forsvar for samfundets svage" og "for modet til at behandle kontroversielle emner nuanceret." Derudover har han modtaget Gyldendals boglegat for børnebogsforfattere (1991), Danmarks Skolebiblioteksforenings Forfatterpris (1991), Dansk Forfatterforenings 100-års jubilæumslegat (1994), Romankonkurrence, 1. pris, Niels Ebbesen Fonden (2009) og Blixenprisen (2016) for Den Bedste Bog.

## Eksterne links
- Kåre Bluitgen på Bibliografi.dk
- www.bluitgen.dk Hjemmeside
- Foredrag (Medie1) Kåre Bluitgen fortæller om Koranen og Muhammed (48 min.) og besvarer derefter spørgsmål (53 min.)